# Lioscorpius trifasciatus
Lioscorpius trifasciatus är en fiskart som beskrevs av Last, Yearsley och Hiroyuki Motomura 2005. Lioscorpius trifasciatus ingår i släktet Lioscorpius och familjen Setarchidae. Inga underarter finns listade i Catalogue of Life.